# Hiệp hội Doanh nghiệp nhỏ và vừa Việt Nam
Hiệp hội Doanh nghiệp nhỏ và vừa Việt Nam, đôi khi viết tắt là Hiệp hội DNNVV Việt Nam, là tổ chức xã hội - nghề nghiệp đại diện cho cộng đồng doanh nghiệp nhỏ và vừa thuộc mọi thành phần kinh tế đang hoạt động sản xuất kinh doanh tại Việt Nam. Hiệp hội có tên giao dịch tiếng Anh là Vietnam Association of Small and Medium Enterprises, viết tắt là VINASME .
Hiệp hội được thành lập vào ngày 19/7/2005 với Đại hội đầu tiên tại Hà Nội.
Điều lệ Hiệp hội được Bộ Nội vụ phê duyệt tại Quyết định số 102/QĐ-BNV ngày 21 tháng 9 năm 2005 . Điều lệ hiện hành của Hiệp hội được sửa đổi và phê duyệt tại Quyết định số 1927/QĐ-BNV ngày 30 tháng 11 năm 2011 .
Trụ sở Hiệp hội đặt tại địa chỉ Tầng 10, nhà D, Khách sạn Thể thao, Làng sinh viên Hacinco, 15 phố Lê Văn Thiêm, Nhân Chính, quận Thanh Xuân, Hà Nội.